# Rhizohypnum oxystegum
Rhizohypnum oxystegum là một loài Rêu trong họ Hypnaceae. Loài này được (Spruce ex Mitt.) Herzog miêu tả khoa học đầu tiên năm 1916.